# Borgo Velino
Borgo Velino ist eine italienische Gemeinde in der Provinz Rieti in der Region Latium mit 913 Einwohnern (Stand 31. Dezember 2023). Sie liegt 96 km nordöstlich von Rom und 22 km östlich von Rieti.

## Geographie
Borgo Velino befindet sich  im Tal des Velino, umgeben von den Bergen der Reatinischen Abruzzen. Zur Gemeinde gehört der Weiler Collerinaldo, der oberhalb des Tals am Abhang des Monte Nuria (1888 m) liegt.
Borgo Velino ist Mitglied der Comunità Montana del Velino.
Die Nachbarorte sind Antrodoco, Castel Sant’Angelo, Cittaducale, Fiamignano, Micigliano und Petrella Salto.

## Verkehr
Borgo Velino liegt an der Via Salaria SS 4, die von Rom über Ascoli Piceno an die Adriaküste bei Porto d’Ascoli führt.
Die Gemeinde hat außerdem den Bahnhof Antrodoco – Borgo Velino an der Bahnstrecke Terni – Sulmona.

## Geschichte
Schon in vorrömischer Zeit bestand auf dem rechten, hügeligen Ufer des Velino die Siedlung der Sabiner mit Namen Viarium. Auf der linken Flussseite wurde im 14. Jahrhundert von den Bewohnern des von Cittaducale zerstörten Forca Pretula die Siedlung Borghetto direkt an der Via Salaria gegründet, in die mit der Zeit auch die Bewohner von Viarium übersiedelten. Borghetto gehörte bis ins 19. Jahrhundert zu Cittaducale und mit diesem zum Königreich Neapel.
1865 wurde es in Borgo Velino umbenannt. Seit 1923 gehört es zur Provinz Rieti.

## Bevölkerungsentwicklung
| Jahr      | 1861 | 1881 | 1901 | 1921 | 1936 | 1951 | 1971 | 1991 | 2001 |
| --------- | ---- | ---- | ---- | ---- | ---- | ---- | ---- | ---- | ---- |
| Einwohner | 1497 | 1701 | 1340 | 1183 | 962  | 956  | 670  | 845  | 922  |

Quelle: ISTAT

## Politik
Emanuele Berardi (Lista Civica: Avanti Insieme) wurde am 5. Juni 2016 zum Bürgermeister gewählt.

## Sehenswürdigkeiten
- Die Kirche Sant’Antonio hat eine einfache Fassade, verfügt aber über zwei interessante römische Weihe- und Grabinschriften.
- Die Pfarrkirche San Matteo besitzt eine Kuppel und einen in die Gebäude ringsum beinahe integrierten Glockenturm. Im ovalen Innenraum sind in den Seitenkapellen etliche Verzierungen vorhanden.